# Fabinho (calciatore 1996)
Fabinho, pseudonimo di Fábio Alexander Freitas de Almeida (Rio de Janeiro, 7 luglio 1996), è un calciatore brasiliano, centrocampista del Marco 09.

## Carriera
Nato a Rio de Janeiro, nel 2019 approda in Europa firmando con gli ucraini del Metalist 1925; debutta fra i professionisti il 23 marzo 2019 in occasione dell'incontro di Perša Liha perso 2-1 contro il Dnipro-1.

## Statistiche
Statistiche aggiornate al 7 novembre 2021.

### Presenze e reti nei club
| Stagione        | Squadra         | Campionato      | Campionato | Campionato | Coppe nazionali | Coppe nazionali | Coppe nazionali | Coppe continentali | Coppe continentali | Coppe continentali | Altre coppe | Altre coppe | Altre coppe | Totale | Totale | Totale |
| Stagione        | Squadra         | Comp            | Pres       | Reti       | Comp            | Pres            | Reti            | Comp               | Pres               | Reti               | Comp        | Pres        | Reti        | Pres   | Reti   |        |
| --------------- | --------------- | --------------- | ---------- | ---------- | --------------- | --------------- | --------------- | ------------------ | ------------------ | ------------------ | ----------- | ----------- | ----------- | ------ | ------ | ------ |
| 2018            | Teresópolis     | C/RJ            | 5          | 2          |                 | -               | -               |                    | -                  | -                  |             | -           | -           | 5      | 2      |        |
| mar.-giu. 2019  | Metalist 1925   | 1L              | 2          | 0          | CU              | 0               | 0               |                    | -                  | -                  |             | -           | -           | 2      | 0      |        |
| 2019-2020       | Olimpik Donec'k | PL              | 13         | 0          | CU              | 1               | 0               |                    | -                  | -                  |             | -           | -           | 14     | 0      |        |
| 2020            | Ventspils       | VL              | 3          | 0          | CL              | 0               | 0               | UEL                | 0                  | 0                  |             | -           | -           | 3      | 0      |        |
| 2021            | Ventspils       | VL              | 8          | 0          | CL              | 0               | 0               |                    | -                  | -                  |             | -           | -           | 8      | 0      |        |
| 2021-2022       | Metalist 1925   | PL              | 13         | 0          | CU              | 2               | 0               |                    | -                  | -                  |             | -           | -           | 15     | 0      |        |
| Totale carriera | Totale carriera | Totale carriera | 44         | 2          |                 | 3               | 0               |                    | 0                  | 0                  |             | -           | -           | 47     | 2      |        |